# روبرت جون أرمسترونغ
روبرت جون أرمسترونغ (بالإنجليزية: Robert John Armstrong)‏ هو كاهن كاثوليكي أمريكي، ولد في 17 نوفمبر 1884 في سان فرانسيسكو في الولايات المتحدة، وتوفي في 14 يناير 1957 في ساكرامنتو في الولايات المتحدة.